# Крестовка (Амурская область)
Крестовка — упразднённый посёлок в Сковородинском районе Амурской области России. Исключено из учётных данных в 1974 году.

## География
Посёлок располагался у бывшего одноимённого разъезда БАМа в месте пересечения его рекой Крестовка (приток Малого Ольдоя), на расстоянии примерно 4 километров (по прямой) к северо-востоку от поселка Солнечный.

## История
Решением Амурского исполкома от 7 июня 1974 года № 253, посёлок Крестовка исключен из учётных данных как несуществующий.